# Kalvola

Kalvolas vapen.

Kalvola var en kommun i landskapet Egentliga Tavastland i Södra Finlands län. År 2009 slogs kommunen samman med staden Tavastehus. 
Kalvola har cirka 3 460 invånare och har en yta på 338,81 km². Kalvola är enspråkigt finskt.
Iittala är Kalvolas centralort, där Iittala Group Abp driver glasbruksverksamhet. En egendom i kommunen är Niemis gård (fi. Niemi).
Genom kommunen löper stambanan mellan Helsingfors och Tammerfors.

## Historia
Keikkala (Kalvola) förekommer från 1330-talet som en självständig kyrksocken utbruten ur Hattula. I slutet av 1300-talet organiserades Hattula kyrksocken om så att Kalvola, Lehijärvi och Tyrväntö blev kapell under Hattula. Läget med en huvudsocken och tre kapell fortgick från 1405 till medeltidens slut.

## Politik

### Mandatfördelning i Kalvola kommun, valen 1976–2004
| 1 | 10 | 5 | 5 |

| 1 | 10 | 4 | 6 |

| 1 | 10 | 5 | 5 |

| 1 | 10 | 5 | 1 | 4 |

| 1 | 11 | 5 | 1 | 3 |

| 1 | 10 | 5 | 1 | 4 |

| 10 | 6 | 1 | 4 |

| 1 | 9 | 6 | 1 | 4 |

| 13 | 8 |